# Aïn Oussera
Aïn Oussera (arabisk: عين وسارةسعيدة) er en by i det nordlige Algeriet med et indbyggertal på 101.239 (2008) indbyggere. Byen ligger i provinsen Djelfa, ca. 200 kilometer syd for Algeriets hovedstad Algier.